# Tajvan a 2022. évi téli olimpiai játékokon
Tajvan a kínai Pekingben megrendezett 2022. évi téli olimpiai játékok egyik részt vevő nemzete volt. Az országot az olimpián 3 sportágban 4 sportoló képviselte, akik érmet nem szereztek.

## Alpesisí
Férfi
| Versenyző   | Versenyszám | 1. futam      | 1. futam      | 2. futam | 2. futam | Összesítés | Összesítés |
| Versenyző   | Versenyszám | Idő           | Hely.         | Idő      | Hely.    | Idő        | Helyezés   |
| ----------- | ----------- | ------------- | ------------- | -------- | -------- | ---------- | ---------- |
| Ho Ping-jui | Műlesiklás  | nem ért célba | nem ért célba | kiesett  | kiesett  | kiesett    | kiesett    |

Női
| Versenyző  | Versenyszám | 1. futam | 1. futam | 2. futam | 2. futam | Összesítés | Összesítés |
| Versenyző  | Versenyszám | Idő      | Hely.    | Idő      | Hely.    | Idő        | Helyezés   |
| ---------- | ----------- | -------- | -------- | -------- | -------- | ---------- | ---------- |
| Lee Wen-yi | Műlesiklás  | 1:36,49  | 58.      | 1:09,55  | 50.      | 2:46,04    | 50.        |

## Gyorskorcsolya
Női
| Versenyző     | Versenyszám | Eredmény | Helyezés |
| ------------- | ----------- | -------- | -------- |
| Huang Yu-ting | 500 m       | 39,23    | 26.      |
| Huang Yu-ting | 1000 m      | 1:17,35  | 24.      |
| Huang Yu-ting | 1500 m      | 2:00,78  | 26.      |

## Szánkó
| Versenyző    | Versenyszám | 1. futam | 1. futam | 2. futam | 2. futam | 3. futam | 3. futam | 4. futam | 4. futam | Összesítés | Összesítés |
| Versenyző    | Versenyszám | Idő      | Hely.    | Idő      | Hely.    | Idő      | Hely.    | Idő      | Hely.    | Idő        | Helyezés   |
| ------------ | ----------- | -------- | -------- | -------- | -------- | -------- | -------- | -------- | -------- | ---------- | ---------- |
| Lin Sin-rong | Női egyes   | 1:01,550 | 32.      | 1:01,057 | 29.      | 1:01,004 | 30.      | kiesett  | kiesett  | 3:03,611   | 31.        |